# Estación de Ciudad de la Imagen
Ciudad de la Imagen es una estación de la línea ML-3 de Metro Ligero Oeste situada en el barrio homónimo de Pozuelo de Alarcón, junto a la calle Juan de Orduña. Abrió al público el 27 de julio de 2007.
Su tarifa corresponde a la zona B1 según el Consorcio Regional de Transportes.

## Accesos
- Ciudad de la Imagen C/ Juan de Orduña, 2

## Líneas y conexiones

### Metro Ligero
| << cabecera    | < estación     | línea | estación >  | cabecera >>        |
| -------------- | -------------- | ----- | ----------- | ------------------ |
| Colonia Jardín | Colonia Jardín |       | José Isbert | Puerta de Boadilla |

### Autobuses
| Diurnos   |                  |                                                  |                  |
| Línea     | Destino          | Parada                                           | Operador         |
| 572       | Madrid (Aluche)  | 11447 Juan de Orduña-Ciudad de la Imagen (Nº 1)  | Empresa Boadilla |
| Nocturnos |                  |                                                  |                  |
| Línea     | Destino          | Parada                                           | Operador         |
| N905      | Madrid (Moncloa) | 11447 Juan de Orduña-Ciudad de la Imagen (N.º 1) | Empresa Boadilla |